# درک گاردنر (طراح)
درک گاردنر (به انگلیسی: Derek Gardner) (زادهٔ ۱۹ سپتامبر ۱۹۳۱ در واریک، درگذشتهٔ ۷ ژانویهٔ ۲۰۱۱ در لاتروورث) طراح خودروی اهل بریتانیا بود که به‌واسطهٔ طراحی سیستم‌های انتقال قدرت پیشرفته برای خودروها معروف بود. او در سال ۱۹۶۹ به جهت توسعهٔ سیستم‌های چهار چرخ متحرک برای ماترا، به استخدام شرکت تحقیقات هری فرگوسن درآمد. او در سال ۱۹۷۰ کن تایرل را ملاقات کرد، و تایرل او را برای طراحی شاسی تیم خود برگزید. اولین شاسی با نام تایرل ۰۰۱ در گاراژ خانهٔ او ساخته شد و در مسابقهٔ گراند پری ۱۹۷۰ کانادا شرکت داده‌شد.
جکی استوارت در مرحلهٔ رده‌بندی در اولین مسابقهٔ این خودرو، به پول پوزیشن دست یافت و تا پیش از اینکه محور خودرو در دور ۳۴ دچار مشکل شود، پیشتاز مسابقه بود. خودروهای تایرل ۰۰۲ و ۰۰۳ نمونه‌هایی از این خودرو بودند که بعداً توسعه یافتند و جکی استوارت و فرانسویس سورت در فصل ۱۹۷۱ با آن‌ها به هفت برد دست یافتند. در آن فصل، استوارت موفق به کسب مقام قهرمانی رانندگان جهان شد، و تایرل نیز عنوانقهرمان سازندگان را از آن خود کرد.
برجسته‌ترین خودرویی که توسط گاردنر طراحی شده‌بود، تایرل پی۳۴ بود که عموماً با نام «شش چرخه» شناخته می‌شد. این خودرو از چهار چرخ و تایر تولیدشده به‌صورت ویژه به‌اندازهٔ ۱۰ اینچ (۲۵۴ میلیمتر) در جلو، و از دو چرخ با اندازهٔ عادی در غقب بهره‌مند بود.
گاردنر در طول دوران طولانی فعالیتش به‌عنوان طراح، به طراحی قایق‌ها، دوچرخه‌های برقی، و هواپیماهای فوق سبک نیز پرداخته‌بود.